# Шапошников, Александр Евгеньевич
Алекса́ндр Евге́ньевич Ша́пошников (3 февраля 1932, Москва — 9 ноября 2010, там же) — российский библиотековед, специалист в области библиотечного обслуживания инвалидов и других социально незащищенных слоев населения, основоположник научной школы дефектологического библиотековедения, доктор педагогических наук, профессор Московского государственного университета культуры и искусств.

## Семья. Детство и юность
Александр Евгеньевич Шапошников родился 3 февраля 1932 г. в Москве в семье служащих (отец — специалист по сельскому хозяйству, мать — учительница).
Предки семьи Шапошниковых происходили из мещан подмосковного города Серпухов. Дед — Владимир Петрович Шапошников (1870—1912) и его брат Александр Петрович (1864—1937) жили в Калуге, работали в службе тяги Сызрано-Вяземской железной дороги, за свою честность и порядочность пользовались уважением среди калужан.
Дед Александра Евгеньевича по материнской линии, Григорий Александрович Разумовский (1844—1926) был сыном священника храма Георгия Победоносца в селе Сушево Боровского уезда Калужской губ. (ныне село Отяково Боровского района Калужской области).По окончании Калужской духовной семинарии поступил на юридический факультет Московского университета. Был популярным в Калуге адвокатом, занимал выборную должность калужского городского головы в 1909—1917 гг., немало сделал для благоустройства города.
Бабушка, Мария Ивановна Разумовская (1859—1918) происходила из рода Устряловых, представителями которого были известный историк, академик Николай Герасимович Устрялов и философ, политический деятель, идеолог «сменовеховства» Николай Васильевич Устрялов. Прадед, Иван Герасимович Устрялов (1818—1861), сын крепостного управляющего имением кн. Куракина в Орловской губернии, окончил Императорский Санкт-Петербургский университет, дослужился до чина статского советника и должности начальника отделения канцелярии Военного министерства. Был женат на Елизавете Митрофановне Кожевниковой (1825—1888), представительнице калужского купеческого рода.
Семья Шапошниковых переехала в Москву из Калуги незадолго до рождения Александра Евгеньевича. Детство и юность Александра прошли на Арбате, в деревянном доме в Большом Николопесковском переулке, где семья Шапошниковых занимала комнату. Позднее жизнь арбатского дома и его обитателей в предвоенные и военные годы будет описана ученым в его воспоминаниях , подготовленных для проекта «История домов в воспоминаниях жителей Арбата» Библиотеки истории русской философии и культуры «Дом А. Ф. Лосева».

## Путь к профессии
По окончании московской средней школы № 73 (в 1951 г.) Александр Шапошников поступил в Московский государственный библиотечный институт (МГБИ), ныне Московский государственный университет культуры и искусств. Выбор профессии в немалой степени был обусловлен культурными традициями семьи, в которой из поколения в поколение передавались любовь к знаниям, книгам, к библиотекам, как к хранительницам книжных богатств.
По окончании института (в 1955 г.) Александр Евгеньевич был направлен на работу в Читу, где заведовал городской библиотекой Ингодинского района, одновременно преподавал курс библиотековедения в Читинской областной культпросветшколе (ныне Забайкальское краевое училище культуры).

## На службе незрячим читателям
В 1957 г. А. Е. Шапошников вернулся в Москву и поступил на работу в Республиканскую центральную библиотеку для слепых (РЦБС), ныне Российская государственная библиотека для слепых. Это на долгие годы определило сферу его научных интересов. В библиотеке он занимал должности библиографа-редактора, главного библиографа, заведующего библиографическим и научно-методическим отделами. В период работы А. Е. Шапошникова в РЦБС происходило становление библиотеки в качестве республиканской, разрабатывались проблемы библиотечного обслуживания незрячих и слабовидящих, формировались фонды литературы на специальных носителях информации (специальных форматов). Многие уже решенные в обычных библиотеках вопросы здесь приходилось осмысливать заново, учитывая специфику обслуживания незрячих. Библиотека, возглавляемая Александрой Гавриловной Фирсовой (1908—1999), открывала исключительные возможности для творческого отношения к делу. А. Е. Шапошников выступает в качестве составителя библиографических пособий, списков, указателей, методических рекомендаций, предназначенных для работников библиотек для слепых. Для оказания методической помощи региональным библиотекам для слепых он выезжал в командировки в Калугу, Иваново, Свердловск, Омск, Челябинск, Воронеж, Грозный, Краснодар и другие города, активно участвовал в подготовке и проведении второго Всероссийского совещания заведующих специальными библиотеками для слепых в 1961 г. За внедрение в практику библиотек для слепых «говорящей» книги и хорошую работу он был дважды отмечен благодарностями и премиями Министерства культуры РСФСР.
В 1961 г. А. Е. Шапошников поступил в аспирантуру МГБИ. Работа в РЦБС определила тему его кандидатской диссертации «Современное состояние и перспективы библиотечного обслуживания слепых в Советском Союзе», выполненной под руководством Захария Николаевича Амбарцумяна и успешно защищенной в январе 1965 г.

## Преподавательская деятельность
С декабря 1964 г. по май 2005 г. А. Е. Шапошников работал на кафедре библиотековедения Московского государственного института культуры(затем Московского государственного университета культуры и искусств), последовательно занимал должности ассистента, преподавателя, старшего преподавателя, доцента, профессора, читал курсы «Работа с читателями» и «История библиотечного дела в СССР», возглавлял предметную комиссию по курсу «Работа с читателями».
Став преподавателем, А. Е. Шапошников не утратил связи с РЦБС и Всероссийским обществом слепых (ВОС). В 1967 г. при содействии Центрального правления ВОС было опубликовано его пособие «Передвижная библиотека для слепых», предназначенное для библиотекарей-общественников.

## Разработка основ дефектологического библиотековедения
С 1971 г. А. Е. Шапошников приступил к подготовке докторской диссертации, основная идея которой заключалась в создании новой отрасли библиотековедения — дефектологического библиотековедения, предметом которого стали бы особенности библиотечного обслуживания инвалидов. При подготовке диссертации был собран большой фактический материал, проведен опрос библиотекарей специальных и вспомогательных школ, изучены читательские интересы и проблемы библиотечного обслуживания глухих, подняты архивные материалы, изучен широкий круг литературных источников (в том числе и на иностранных языках). По теме исследования в 1971—1993 гг. ученым было опубликовано свыше 20 работ, многие из которых были инициированы РЦБС. Однако защита докторской диссертации, подготовленной к 1980 г., была отложена в связи с невозможностью опубликования монографии, имевшей, по мнению издательства «Книга», «узкий читательский интерес». Опубликование монографии и защита диссертации стало возможным только в годы перестройки, после коренного пересмотра отношения государства и общества к проблемам инвалидности. В 1991—1992 гг. А. Е. Шапошников в составе авторского коллектива, руководимого Галиной Петровной Диянской (РГБС), участвовал в разработке проекта программы «Система библиотечного обслуживания инвалидов в Российской Федерации». В 1992 г. Министерством культуры РФ и РГБС была опубликована его монография «Библиотечное обслуживание инвалидов: история, современность, тенденции». В марте 1993 г. он успешно защитил докторскую диссертацию «Библиотечное обслуживание инвалидов». С этого времени термин «дефектологическое библиотековедение», частью которого является тифлобиблиотековедение, получил научное признание.
Вопросы библиотечного обслуживания инвалидов, в том числе и незрячих, получили дальнейшее развитие в работах А. Е. Шапошникова. В 1993 г. были изданы рекомендации по обслуживанию читателей с ограниченными возможностями пользования библиотекой «На путях к милосердию», подготовленные А. Е. Шапошниковым совместно с Г. П. Диянской. В 2001 г. РГБС был издан сборник его статей «Книгоиздание и библиотеки для слепых в России», в 2002 г. были выпущены материалы в помощь библиотекам, обслуживающим инвалидов — «Библиотечное обслуживание лиц с ограниченными возможностями».
После защиты докторской диссертации А. Е. Шапошников расширяет сферу своих исследований. включив в неё все аспекты библиотечного обслуживания социально незащищенных групп населения — слепых и глухих, пожилых, заключенных, лиц с отклоняющимся (девиантным) поведением. Это новое направление, возникшее на стыке библиотековедения, социологии, психологии, педагогики и медицины, получило от автора название «Библиотечная социономика».

## Вклад в развитие библиотечной науки
А. Е. Шапошников принимал активное участие в научных конференциях и «круглых столах» по вопросам библиотечного обслуживания инвалидов, проводимых в РГБС и других библиотеках, всегда откликался на приглашения выступить на чтениях по истории московских библиотек, конференции «Библиотека в контексте истории», подготавливал интересные доклады. Будучи многогранным ученым, он посвящал свои исследования и общим проблемам истории библиотечного дела и истории чтения, а также вопросам социологии и психологии чтения, проблемам общения, этическим вопросам библиотечного дела. Александр Евгеньевич — автор более чем 40 статей для «Библиотечной энциклопедии» (М., 2007). Ему принадлежат публикации, посвященные видным библиотечным теоретикам и практикам — К. И. Абрамову, Л. В. Белякову, М. Я. Гильману, Ю. В. Григорьеву, В. Ф. Сахарову, В. А. Штейну и др.
А. Е. Шапошников — автор более 300 научных публикаций. Под его руководством было защищено 12 кандидатских диссертаций. Своим аспирантам (особенно из нынешних государств ближнего зарубежья — Казахстана, Таджикистана, Украины, а также из Вьетнама) он уделял много сил, времени и внимания, к каждому из них находил индивидуальный подход, помогал выявить и раскрыть способности, содействовал их самореализации и самоутверждению.

## Последние годы жизни
После ухода на пенсию в 2005 г. А. Е. Шапошников продолжал следить за новинками профессиональной литературы, публиковал статьи и рецензии. В последние годы жизни им были написаны воспоминания о своем детстве и юности, студенческих годах, работе по распределению в Чите, преподавательской работе. К 90-летию Российской государственной библиотеки для слепых, которое отмечалось в ноябре 2010 г., им были подготовлены воспоминания о годах работы в Библиотеке.
А. Е. Шапошников умер 9 ноября 2010 г. в Москве после продолжительной болезни.

## Список произведений

### Основные публикации трудов А. Е. Шапошникова
Библиотечное обслуживание инвалидов: история, современность, тенденции / А. Е. Шапошников ; Респ. центр. б-ка для слепых. — М. : МП «Оптимист», 1992. — 210 с. — Библиогр.: с. 180—208.
Библиотечное обслуживание инвалидов: учеб. пособие / А. Е. Шапошников ; Моск. гос. ин-т культуры. — М., 1992. — 179 с.
Библиотечное обслуживание лиц с ограниченными возможностями: материалы в помощь библиотекам, обслуживающим инвалидов / А. Е. Шапошников ; Рос. гос. б-ка для слепых. — М., 2002. — 197 с.
Воспоминания. Избранные статьи последних лет. Материалы к биобиблиографии / А. Е. Шапошников; сост. и авт. вступ. ст. К. А. Шапошников. — М., 2010. — 220 с.
Воспоминания библиотековеда / А. Е. Шапошников. Александр Евгеньевич Шапошников (1932—2010) — основоположник отечественного тифлобиблиотековедения: к 80-летию со дня рождения: биобиблиогр. указ. / [сост. К. А. Шапошников; к сб. в целом]: Рос. гос. б-ка для слепых; [авт. вступ. ст. и сост. сб. К. А. Шапошников]. — М. : РГБС: Гос. публ. науч.-техн. б-ка России, 2012. — 240, [1] с.: фот. — 150 экз. — ISBN 978-5-85638-163-3.
«Говорящая» книга в публичной библиотеке : практ. пособие / Рос. гос. б-ка для слепых; сост. Г. П. Диянская, А. Е. Шапошников. — М., 1995. — 17 с.
История чтения и читателя в России (IX—XX вв.): учебно-справочное пособие для библиотек всех систем и ведомств / А. Е. Шапошников. — М. : Изд-во «Либерея», 2001. — 80 с. — ISBN 5-85129-120-6.
Книгоиздание и библиотеки для слепых в России: сб. ст. / авт.-сост. А. Е. Шапошников; предисл. А. Д. Макеевой ; Рос. гос. б-ка для слепых. — М., 2001. — 95 с.
На путях к милосердию : рекомендации по обслуж. читателей с огранич. возможностями пользования б-кой / Рос. гос. б-ка для слепых; сост.: Г. П. Диянская, А. Е. Шапошников. — М., 1993. — 29 с.

### Важнейшие статьи
Альбомы для стихов как читателеведческий источник / А. Е. Шапошников // Мир библиографии. — 2007. — № 6. — С. 59 — 63.
Библиотекарь и читатель: аспекты общения / А. Е. Шапошников // Библиотековедение. — 2001. — № 1. — С. 59-62.
Библиотеки для слепых в Москве / А. Е. Шапошников // Из истории московских библиотек. — М., 1996. — Вып. 1. — С. 26-53.
Библиотеки для слепых в системе социокультурной реабилитации инвалидов / А. Е. Шапошников // Библиотековедение. — 2006. — № 4. — С. 27-32.
Библиотечная социономика как развивающаяся область знания / А. Е. Шапошников // Библиотековедение. — 2001. — № 6. — С. 61-64.
Воровство в библиотеках как этическая проблема / А. Е. Шапошников // Мир библиотек сегодня : науч.-информ. сб. — М., 1997. — Вып. 3 (15). — С. 49-59.
Воспоминания о работе на кафедре библиотековедения под руководством К. И. Абрамова / А. Е. Шапошников // Библиотека в контексте истории : материалы 7-й междунар. науч. конф. Москва, 3 — 4 окт. 2007 г. — М., 2007. — С. 359—374.
Жизнь и деятельность А. А. Адлер — первопечатницы книг по системе Брайля в России / А. Е. Шапошников // Книга : исследования и материалы. — М., 1999. — Сб. 77. — С. 273—290.
Митрополит Макарий (Булгаков) о церковных и монастырских библиотеках / А. Е. Шапошников // Мир библиографии. — 2008. — № 3. — С. 39 — 48.
На службе инвалидам по зрению : [воспоминания о работе в Республиканской центральной библиотеке для слепых в 1957—1961 гг.] / А. Е. Шапошников // Библиография. — 2010. — № 6. — С. 135—141.
Начало книгопечатания и создания библиотек для слепых в России (1806—1920 гг.) / А. Е. Шапошников // Обеспечение равного доступа к информации для слепых и слабовидящих людей : сб. ст. по материалам междунар. конф., г. Москва, 17 — 19 окт. 1995 г. / Рос. гос. б-ка для слепых. — М., 1996. — С. 5 — 12.
Последние книги узников Ипатьевского дома / А. Е. Шапошников // Мир библиографии. — 2003. — № 6. — С. 41-45.
Развитие дефектологического библиотековедения / А. Е. Шапошников // Российское библиотековедение : XX век : направления развития, проблемы и итоги : опыт моногр. исслед. — М., 2003. — С. 315—330.
Тюремные библиотеки: история и современность / А. Е. Шапошников // Книга : исследования и материалы — 2003. — Сб. 81. — С. 74-86.
Умел ли читать и писать Иисус Христос / А. Е. Шапошников // Мир библиографии. — 2006. — № 2. — С. 34-39.
Чтение императора Николая II: (по дневниковым записям) / А. Е. Шапошников // Библиотека в контексте истории : материалы 5-й междунар. науч. конф., г. Москва, 21-23 окт. 2003 г. — М., 2003. — С. 491—499.

### Публикации о А. Е. Шапошникове
Айзенберг, А. Я. Шапошников Александр Евгеньевич // Библиотечная энциклопедия. — М., 2007. — С. 1163.
Алексеева, Г. А. Служителю милосердия посвящается : [о вечере памяти А. Е. Шапошникова, состоявшемся в РГБС 4 апр. 2012 г.] // Библиография. — 2012. — № 3. — С. 81 — 82.
Важко, О. А. Одна, но пламенная страсть : к 70-летию со дня рождения А. Е. Шапошникова // Вестник Библиотечной Ассамблеи Евразии. — 2002. — № 1. — С. 84 — 86.
Гаранина, С. П. «Самое золотое сердце» : к 70-летию Александра Евгеньевича Шапошникова // Библиотековедение. — 2002. — №. — С. 89 — 92.
Глазков, М. Н. Профессионал с большой буквы // Мир библиографии. — 2002. — № 1. — С. 32 — 38.
Глазков, М. Н. Традиции профессионального служения : библиотековед А. Е. Шапошников // Румянцевские чтения. 2009 : Историко-культурные традиции и инновационные преобразования России. Просветительская ответственность библиотек : материалы междунар. науч. конф. (21 — 23 апр. 2009 г.). — Ч. 2. — М., 2009. — С. 35 — 38.
Дворкина, М. Я. Александр Евгеньевич Шапошников: к 80-летию со дня рождения // Научные и технические библиотеки. — 2012. — № 5. — С. 81 — 85. — Библиогр.: Основные труды А. Е. Шапошникова, с. 84 — 85 (24 назв.).
Каратыгина, Т. Ф. «Круглый стол», посвященный 80-летию А. Е. Шапошникова: [обзор заседания круглого стола «А. Е. Шапошников — педагог, ученый, человек», прошедшего в МГУКИ 3 февр. 2012 г.] // Научные и технические библиотеки. — 2012. — № 5. — С. 86 — 88.
Матвеева, Е. О. А. Е. Шапошников — основоположник отечественного дефектологического библиотековедения // Библиотека в контексте истории : материалы 7-й междунар. науч. конф., Москва, 3 — 4 окт. 2007 г. — М., 2007. — С. 335—340.
На службе у обездоленных // Знаменательные даты — 2012 : универс. энцикл. календарь-журнал для работников библиотек, школ и вузов, учреждений науки и культуры, любителей искусства и словесности. — М., 2011. — С. 114.
Надежный друг читателей-инвалидов // Знаменательные даты — 2007 : универс. энцикл. календарь для работников школ, вузов, учреждений науки и культуры, любителей искусства и словесности. — М., 2006. — С. 115.
Сальникова, Л. И. Александр Евгеньевич Шапошников: интеллектуал, интеллигент, индивидуальность (1932—2010) // Библиотека в контексте истории: материалы 9-й междунар. науч. конф. Москва, 3 — 4 окт. 2011 г. — М., 2011. — С. 316—320.
Семеновкер, Б., Дворкина М. Служение милосердию // Библиотека. — 2002. — № 1. — С. 67 — 68.
Сукиасян, Э. Р. Самоотчёт библиотековеда-гуманиста // Библиография. — 2012. — № 3. — С. 83 — 85. — Рец. на кн.: Воспоминания библиотековеда / А. Е. Шапошников. Александр Евгеньевич Шапошников (1932—2010) — основоположник отечественного тифлобиблиотековедения: к 80-летию со дня рождения: биобиблиогр. указ. / [сост. К. А. Шапошников; к сб. в целом]: Рос. гос. б-ка для слепых; [авт. вступ. ст. и сост. сб. К. А. Шапошников]. — М. : РГБС: Гос. публ. науч.-техн. б-ка России, 2012. — 240, [1] с.: фот. — 150 экз.
Хайцева, Л. Б. Автографы на книгах из личной библиотеки А. Е. Шапошникова : [в фондах Кабинета библиотековедения РГБ] // Библиотечное дело — 2012 : Скворцовские чтения : материалы семнадцатой междунар. науч. конф. (25 — 26 апр. 2012 г.). — Ч. II. — С. 266—269.
Александр Евгеньевич Шапошников (1932—2010) : [некролог] / подп.: Ректорат МГУКИ, коллеги и студенты Библиотечно-информационного института // Библиография. — 2010. — № 6. — С. 146—147.
Шапошников Александр Евгеньевич (03.02.1932 — 09.11.2010) : [некролог] / подп.: Друзья и коллеги // Библиотековедение. — 2011. — № 1. — С. 133.
Шапошников Александр Евгеньевич — основоположник отечественного тифлобиблиотековедения, доктор педагогических наук, профессор, член-корреспондент Международной академии информатизации (Отделение библиотековедения) : 80 лет со дня рождения // Календарь знаменательных и памятных дат из жизни и деятельности незрячих. 2012 год. — М., 2011. — С. 48 — 57. — Библиогр.: с. 53 — 57 (32 назв.).

### Биобиблиография
Библиотековед по призванию А. Е. Шапошников : биобиблиогр. указ. / Рос. гос. б-ка для слепых; сост. Л. Н. Быховская. — М. : ИПТК «Логос» ВОС, 1998. — 61 с.
Основоположник отечественного тифлобиблиотековедения Александр Евгеньевич Шапошников : к 75-летию со дня рождения : биобиблиогр. указ. / Рос. гос. б-ка для слепых; сост. Г. П. Коваленко. — М., 2007. — 87 с.: портр.
Александр Евгеньевич Шапошников (1932—2010) — основоположник отечественного тифлобиблиотековедения: к 80-летию со дня рождения: биобиблиогр. указ. / сост. К. А. Шапошников // Шапошников А. Е. Воспоминания библиотековеда. — М. , 2012. — С. 167—239. — ISBN 978-5-85638-163-3.